# Verrucaria acrotella
Verrucaria acrotella är en lavart som beskrevs av Ach. Verrucaria acrotella ingår i släktet Verrucaria och familjen Verrucariaceae.  Arten är reproducerande i Sverige. Inga underarter finns listade i Catalogue of Life.